# فاجعه پل الائمه (سال ۲۰۰۵ )
فاجعه پل الائمه (انگلیسی: 2005 Al-Aimmah Bridge disaster) در در ۳۱ اوت ۲۰۰۵ روی داد که ۹۵۳ نفر در پی پنیک (روان‌شناسی) و متعاقب آن له‌شدن در اثر ازدحام جمعیت، بر روی پل الائمه، که از رودخانه دجله می‌گذرد، در پایتخت عراق بغداد جان باختند.